# Kunststoffhammer

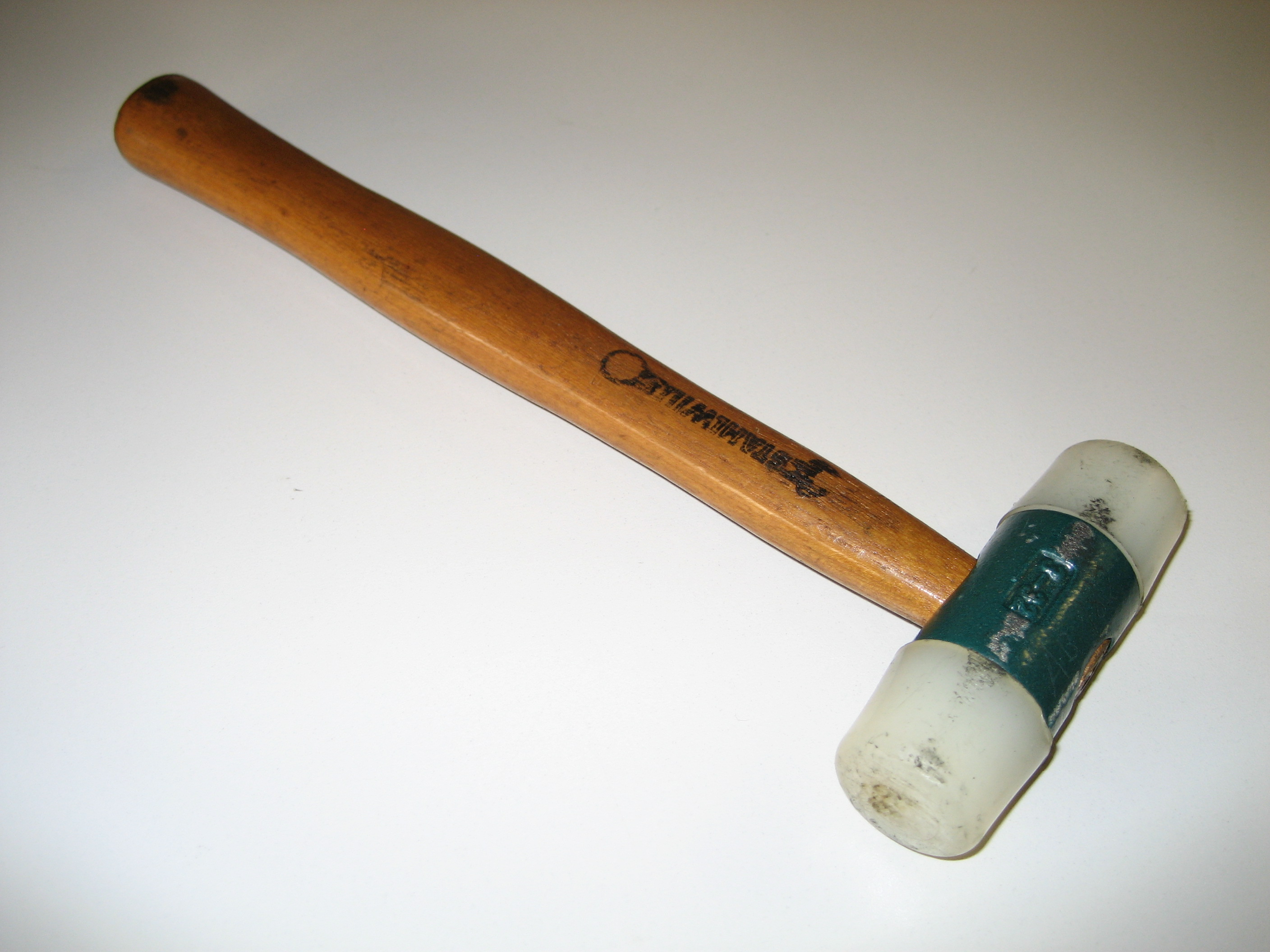
Kunststoffhammer

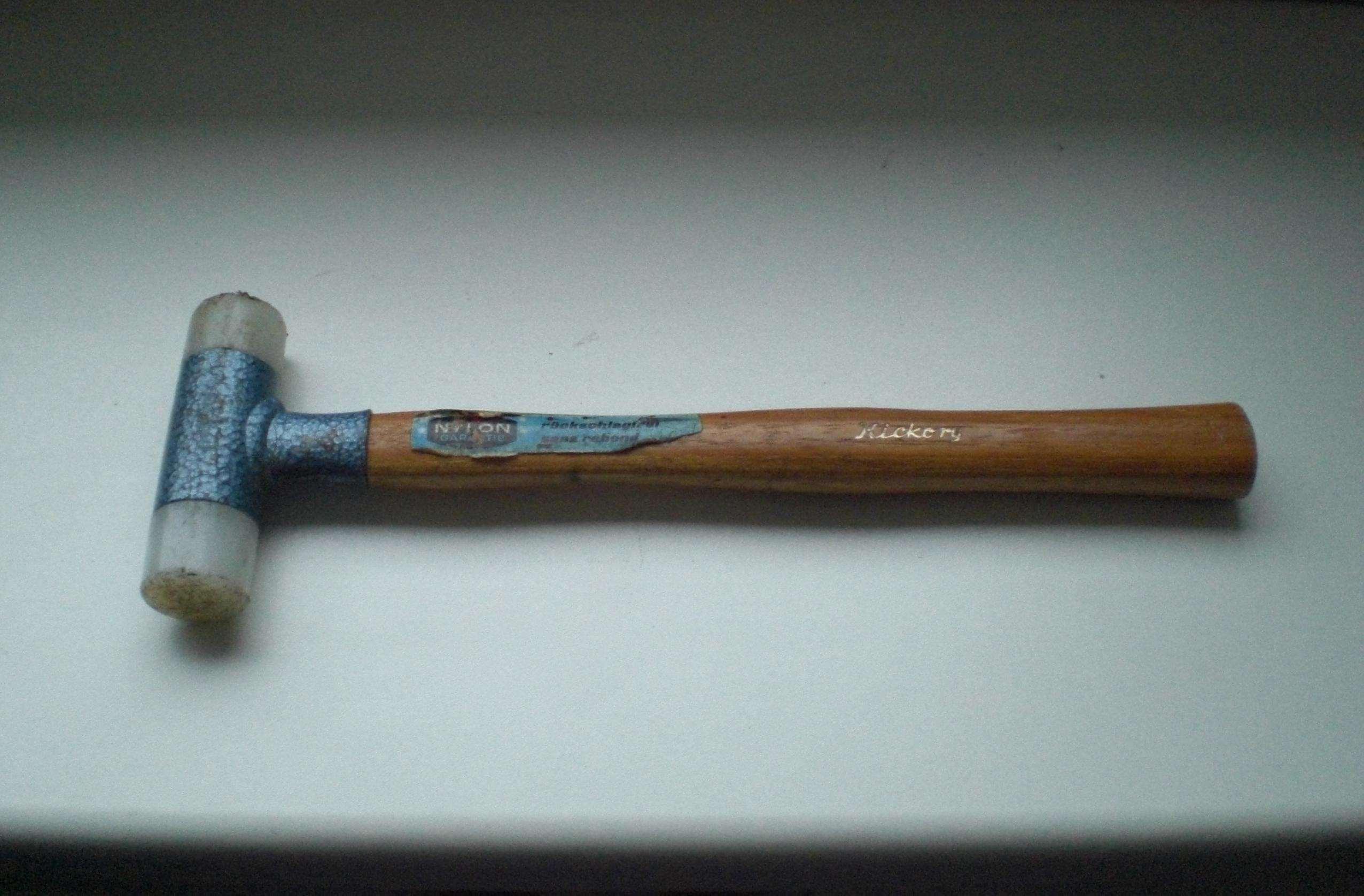
Kunststoffhammer, rückschlagfrei

Der Kunststoffhammer (oder auch Schonhammer) ist ein Hammer, dessen Köpfe aus Kunststoff (z. B. Nylon) sind. Er dient oft dem Positionieren und Ausrichten von Maschinen oder montierten Werkstücken und dem Bearbeiten weicher Metalle. Verbreitet ist dieses Werkzeug hauptsächlich in Metallwerkstätten.
Der Vorteil dieses Werkzeuges liegt darin, dass es im Gegensatz zum Gummihammer stoßartige Kraft überträgt, aber dennoch das Material des zu positionierenden Stahl- oder Metallwerkstücks nicht beschädigt, was bei einem Hammer mit Stahlkopf der Fall wäre.
Als Sonderbauform gibt es den Antireflexhammer. Durch ein Gewicht in einem Hohlraum im Hammerkopf ist dieser nahezu rückschlagfrei. Als Gewicht werden Sand, Schrotkugeln oder Metallscheiben verwendet. Durch die Verwendung eines Pendelgewichts kann der Rückschlag noch weiter reduziert werden.